# Alice (minissérie)
Alice é uma minissérie de 2009 produzida pelo canal estadunidense Syfy. A minissérie é uma adaptação das clássicas histórias de Lewis Carroll Alice's Adventures in Wonderland e Through the Looking-Glass, passando-se 150 anos depois da história original. A série tem duração de 4 horas, dividida em 2 partes, e estreou em 6 de Dezembro, 2009. No Brasil, foi exibida no canal Studio Universal.

## Sinopse
A jovem segue seu namorado, Jack, o qual é sequestrado e levado ao País das Maravilhas, cidade subterrânea governada pela malvada Rainha de Copas, interpretada pela vencedora do Oscar Kathy Bates, a quem não agrada a chegada de Alice.
Alice recebe a ajuda do Chapeleiro (Andrew Lee Potts), mas ele não tem intenções de resgatar Jack, tem-se dúvidas que o chapeleiro não quis resgatar Jack pelos sentimentos que tem por ela.

## Elenco
- Caterina Scorsone é Alice Hamilton
- Kathy Bates é Rainha de Copas
- Andrew-Lee Potts é Chapeleiro Louco
- Tim Curry é Dodo
- Colm Meaney é Rei de Copas
- Philip Winchester é Jack of Hearts
- Matt Frewer é Charlie the White Knight
- Timothy Webber é Robert Hamilton/Carpenter
- Eugene Lipinski é Doutores Dee e Dum
- Alek Diakun é Ratcatcher
- Harry Dean Stanton é Caterpillar
- Alessandro Juliani é Nine of Clubs
- Zak Santiago é Ten of Clubs
- Charlotte Sullivan é Duchess
- Teryl Rothery é Carol Hamilton